# 西班牙文化部
西班牙文化部（西班牙語：ministerios de Cultura）是西班牙政府下負責文化方面的部門，1977年至1996年及2004年至2011年存在，2011年被併入西班牙教育文化體育部。